# L-Iklin
L-Iklin (engelska: Iklin) är en ort och kommun i republiken Malta. Den ligger på ön Malta, 5 kilometer väster om huvudstaden Valletta. 